# Indywidualne konto zabezpieczenia emerytalnego
Indywidualne konto zabezpieczenia emerytalnego (IKZE) – dobrowolna forma ubezpieczenia społecznego w Polsce, stanowiąca element tzw. III filaru emerytalnego.

## Opis
IKZE uruchomiono 1 stycznia 2012 roku. Umożliwia ono gromadzenie środków na dodatkową emeryturę. Limit wpłat wynosi 1,2-krotność przeciętnego prognozowanego wynagrodzenia miesięcznego w gospodarce narodowej na dany rok (dla osób fizycznych) oraz od 2021 r. 1,8-krotność dla mikroprzedsiębiorców. 
IKZE w dużej mierze oparte jest na rozwiązaniach funkcjonujących od 2004 roku indywidualnych kont emerytalnych (IKE), z tą jednak ważną różnicą, że w IKZE wykorzystano preferencję podatkową, która polega na odliczaniu wpłat na konto od podstawy opodatkowania w podatku od osób fizycznych.
Prawo do wpłat na IKZE posiada każda osoba, która ukończyła 16 lat (osoba niepełnoletnia może dokonywać wpłat na konto IKZE tylko w roku kalendarzowym, w którym uzyskuje dochody z pracy wykonywanej na podstawie umowy o pracę). IKZE można założyć bez względu na to, czy wykorzystuje się już inne sposoby dobrowolnego oszczędzania na emeryturę (tj. IKE, czy też uczestnictwo w pracowniczym programie emerytalnym lub pracowniczym planie kapitałowym). Na rachunku IKZE oszczędności może jednak gromadzić tylko jeden oszczędzający (nie przewidziano wspólnego prowadzenia rachunku IKZE np. dla małżonków).
IKZE może być prowadzone przez:
- bank poprzez rachunek oszczędnościowy,
- dom maklerski poprzez rachunek inwestycyjny,
- zakład ubezpieczeń poprzez polisy na życie z UFK (ubezpieczeniowy fundusz kapitałowy),
- powszechne towarzystwo emerytalne (PTE) poprzez dobrowolny fundusz emerytalny (DFE),
- towarzystwo funduszy inwestycyjnych (TFI).

Wypłata środków zgromadzonych na IKZE następuje wyłącznie na wniosek oszczędzającego, po osiągnięciu przez niego wieku 65 lat (niezależnie od płci), oraz pod warunkiem dokonywania wpłat na IKZE co najmniej w 5 latach kalendarzowych, a w przypadku śmierci oszczędzającego – na wniosek osoby uprawnionej. Środki wypłacane po zakończeniu oszczędzania na IKZE są opodatkowane zryczałtowanym podatkiem dochodowym w wysokości 10%.

## Maksymalna kwota wpłat
| Rok  | Kwota [PLN] | Krotność średniego miesięcznego wynagrodzenia |
| ---- | ----------- | --------------------------------------------- |
| 2025 | 10 407,60   | 1,2                                           |
| 2024 | 9388,80     | 1,2                                           |
| 2023 | 8322,00     | 1,2                                           |
| 2022 | 7106,40     | 1,2                                           |
| 2021 | 6310,80     | 1,2                                           |
| 2020 | 6272,40     | 1,2                                           |
| 2019 | 5718,00     | 1,2                                           |
| 2018 | 5331,60     | 1,2                                           |
| 2017 | 5115,60     | 1,2                                           |
| 2016 | 4866,00     | 1,2                                           |
| 2015 | 4750,80     | 1,2                                           |
| 2014 | 4495,20     | 1,2                                           |

| Rok  | Kwota [PLN] | Krotność średniego miesięcznego wynagrodzenia |
| ---- | ----------- | --------------------------------------------- |
| 2025 | 15 611,40   | 1,8                                           |
| 2024 | 14 083,20   | 1,8                                           |
| 2023 | 12 483,00   | 1,8                                           |
| 2022 | 10 659,60   | 1,8                                           |